# Odontosoria reyesii
Odontosoria reyesii är en ormbunkeart som beskrevs av Caluff. Odontosoria reyesii ingår i släktet Odontosoria och familjen Lindsaeaceae. Inga underarter finns listade.